# Il gioco di Ripley
Il gioco di Ripley (Ripley's Game) è un film del 2002 diretto da Liliana Cavani.
Il soggetto è tratto dall'omonimo romanzo (pubblicato in italiano come L'amico americano) di Patricia Highsmith. Dallo stesso libro nel 1977 il tedesco Wim Wenders aveva tratto L'amico americano.

## Trama
Tom Ripley, ex criminale statunitense, risiede ora in Italia presso una splendida villa principesca della campagna veneta ed è sposato con una giovane moglie che suona il clavicembalo. Un giorno, durante una festa tenuta in casa sua, un corniciaio inglese gravemente malato di leucemia, Jonathan, gli esprime il suo parere più sincero e spassionato sulla sua persona, criticandone aspramente i modi di vivere e comportarsi dinnanzi a tutti gli astanti ivi presenti. Questa grande scortesia da parte di Jonathan, malgrado l'indifferenza ostentata da Ripley, fa in ogni caso covare in lui il desiderio di vendicarsi della mancanza di rispetto dimostratagli.
L'occasione gli viene fornita dal suo ex-socio in affari, Reeves, che contatta Ripley alla ricerca d'una persona insospettabile e senza precedenti che per 50.000 dollari (aumentati in seguito a 100.000 proprio da Ripley) uccida un malavitoso in Germania, a Berlino. Ripley fa subito il nome di Jonathan come possibile sicario: l'uomo necessita infatti d'ingenti somme di denaro per mantenere la famiglia, provata alquanto per le sue costose spese mediche. 
Così Jonathan si trova trascinato in un turbine senza fine di violenza, omicidi e malavita, senza sospettare minimamente d'essere caduto preda d'un subdolo e raccapricciante "gioco" del suo benefattore, Ripley (desideroso così d'avere soddisfazione dell'affronto fattogli dallo stesso Jonathan).

## Produzione
Il film è ambientato in due antiche ville palladiane, una situata nel centro di Asolo, antico paese collinare situato in provincia di Treviso, l'altra, Villa Emo, situata a Fanzolo, frazione di Vedelago. Altre località del film sono Padova, Vicenza, Bassano del Grappa e Berlino.

## Accoglienza
È fra i Great Movies del critico cinematografico statunitense Roger Ebert.
Il Morandini critica la «programmatica rozzezza» del personaggio di Reeves e afferma che la seconda parte sfiora «il ridicolo involontario», mentre apprezza la prima parte, l'interpretazione di John Malkovich e la fotografia di Alfio Contini.
Il Mereghetti critica il mancato approfondimento del rapporto tra Ripley e Trevanny, la piattezza del primo personaggio e la cattiva interpretazione del secondo da parte di Dougray Scott.